# Wojciech Sosiński (1872–1934)
Wojciech Sosiński (ur. 3 kwietnia 1872 w Lubomierzu, zm. 27 września 1934 w Siemianowicach Śląskich) – polski działacz związkowy i polityczny, poseł do Reichstagu w latach 1912-1918, poseł na Sejm Ustawodawczy oraz I i II kadencji w II RP z ramienia Polskiego Stronnictwa Chrześcijańskiej Demokracji, poseł na Sejm Śląski III kadencji.

## Życiorys

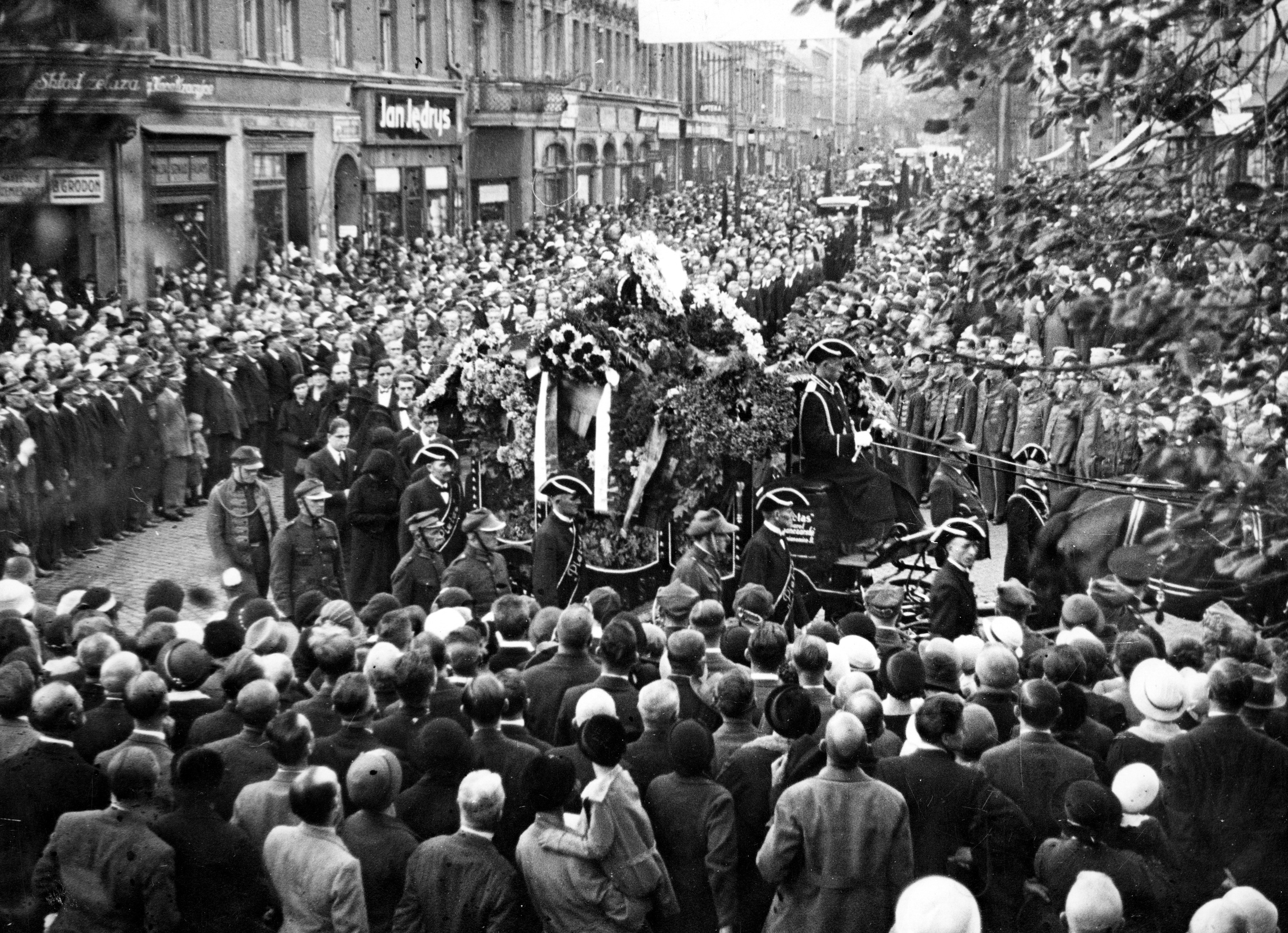
Pogrzeb Wojciecha Sosińskiego w Siemianowicach Śląskich

Ukończył szkołę powszechną w Sowinie oraz kurs ekonomiczno-społeczny. W młodości wyjechał do Berlina, gdzie pracował w fabryce. Następnie udał się do Westfalii, gdzie pracował jako górnik i hutnik.  Był jednym z założycieli Towarzystwa Robotników Polskich. W latach 1905–1913 był prezesem Zarządu Głównego Zjednoczenia Zawodowego Polskiego w Niemczech. Był posłem polskiej frakcji Reichstagu w latach 1912–1916 oraz (wskutek wojny) 1916–1918 z okręgu Katowice-Zabrze. 
W latach 1918–1921 był przedstawicielem ludności Górnego Śląska w Naczelnej Radzie Ludowej w Poznaniu. W czasie III powstania śląskiego pracował w cywilnej administracji przy władzach powstańczych. Po wojnie poseł na Sejm Ustawodawczy (1919–1922) przynależący do Narodowo-Chrześcijańskiego Klubu Robotniczego. Pracował w komisji skarbowo-budżetowej. W 1921 wystąpił z inicjatywą budowy Uniwersytetu Śląskiego. W 1924 został posłem I kadencji Sejmu Rzeczypospolitej Polskiej, zastępując Bolesława Ignacego Sikorskiego. W 1930 odnowił mandat poselski z listy nr 37 (Polski Blok Chrześcijańsko-Demokratyczny) w okręgu nr 39 (Katowice). Przed wyborami brzeskimi w 1930 podpisał odezwy krytykujące rządy sanacji i wzywające do głosowania na listę Katolickiego Bloku Ludowego. W 1930 został posłem do Sejmu Śląskiego III kadencji.
Zmarł 27 września 1934 w Siemianowicach Śląskich. Po jego śmierci opróżniony mandat Sejmu Śląskiego objął Stefan Giebel. Został pochowany z honorami na cmentarzu w Siemianowicach Śląskich.

## Życie prywatne
Był synem Walentego i Marianny. Ożenił się z Pelagią z Taczkowskich. Miał cztery córki: Cecylię, Helenę, Witosławę i Stanisławę oraz czterech synów: Józefata, Mieczysława, Władysława i Zdzisława. Dwaj ostatni zginęli w obozie zagłady Auschwitz-Birkenau.